# Іван Гусак
Іван Гусак (*д/н — †після 1728) — український військовий діяч, кошовий отаман Війська Запорозького Низового у 1688—1689, 1690—1692, 1695 і 1728 роках.

## Життєпис
Про дату й місце народження Івана Гусака немає відомостей. Уперше його обрано кошовим восени 1688 року, коли козаки скинули Філона Лихопоя.  На той час він уже здобув собі славу хороброго вояка. Навесні 1689 року кошовому Гусаку довелося вирушати в похід проти Кримського ханства разом з московським військом на чолі з князем Голіциним та полками гетьмана Івана Мазепи.
Після закінчення невдалого походу між запорожцями та московськими вояками спричинився конфлікт внаслідок пограбування останніми Самаро-Миколаївського монастиря, що був під опікою козаків. Тому незабаром Іван Гусак укладає мирний договір з Кримським ханством. Водночас кошовий отаман став налагоджувати дружні стосунки з Яном III, королем Речі Посполитої.
З прибуттям на Січ Петра Іваненка внутрішня ситуація серед запорожців загострилася. Зрештою у 1689 році Івана Гусака відсторонили від влади, замість якого обрали Федька Гусака. Проте вже у 1690 році запорожці знову довірили Івану Гусаку владу.
Перше, до чого вдався знову обраний отаман, це очистив околиці Січі від дрібних козацьких ватаг, які грабували купців та нападали на послів. Досить обережну позицію він зайняв і щодо боротьби за булаву між Мазепою та Петриком. Офіційно він Петрика нібито й не підтримував, проте не боронив козакам ходити разом з ним у походи проти мазепинців. Але така позиція теж не влаштовувала багатьох запорожців, які бажали чіткіше окреслених і рішучих дій. Тому в грудні 1692 року на Січі стався заколот, під час якого козаки пограбували московських купців і мало не вбили Гусака, а кошовим обрали Василя Кузьменка.
Втім невдовзі запорожці знову повернули владу Гусаку. Останній звернувся з листом до московського царя, заявляючи про свою вірну службу йому та пропонуючи разом з московськими військами похід проти Криму. Але в цей час на Січі діяла чимала партія прокримської орієнтації. Дізнавшись про плани кошового, вона зчинила бучу, відняла булаву в Гусака та передала її Семенові Рубану.
У 1693 році козаки відсторонили від влади Рубана, обравши ще раз Гусака, але той, через небажання запорожців розірвати договір з Кримським ханством, відмовився від влади. В подальшому, у 1693—1695 роках Гусак очолював походи окремих козацьких загонів проти кримчаків.
У 1695 році знову обирається кошовим отаманом. На цій посаді активно діяв проти кримсько-татарських загонів. Втім у 1696 році програв вибори Якову Морозу. З цього моменту про діяльність відомо замало. Під час боротьби гетьмана Івана Мазепи та шведського короля Карла XII проти Петра I підтримував останнього. В подальші роки ходив з походами проти кримчаків.
Остання згадка про Івана Гусака датується червнем 1728 року. Тоді він очолив бунт проти Костя Гордієнка, кошового отамана Олешківської Січі, що призвело до зміщення з уряду останнього, зруйнуванням бунтівниками Олешківської Січі й поверненням запорожців на колишнє місце — Чортомлицьку Січ, де Гусака було востаннє обрано кошовим отаманом, після чого запорожці відправили посольство до Санкт-Петербургу з проханням прийняти їх назад у московське підданство. Однак, несподівано, запорожці отримали відмову (Москва не хотіла знову втягуватись у конфлікт з Кримом та Портою). Після цього, побоюючись за своє життя, Гусак таємно втік у Гетьманщину з кількома своїми прихильниками. Подальша доля невідома.